# Veronika Malmgren
Veronika Malmgren, född 1982,  är en svensk författare och psykolog. Hon är uppvuxen i Järfälla utanför Stockholm.
Malmgren debuterade som författare 2011 med romanen Gracie på Brombergs bokförlag. Romanerna Elise och allting därefter (2022) och Utanför revet (2024) har båda utgivits av Bokförlaget Forum.